# Mondo Generator
Mondo Generator, o también conocida como Nick Oliveri and the Mondo Generator, es una banda de stoner rock y punk rock formada por Nick Oliveri en 1997, cuyo nombre tiene el origen en una canción del mismo nombre del álbum Blues for the Red Sun, perteneciente a la banda Kyuss, antigua banda de Oliveri.

## Historia
Formada en 1997 por varios exmiembros de Kyuss, principalmente por Nick Oliveri (en Mondo Generator utiliza el alias "Rex Everything") que es el líder de la banda, bajista y vocalista, Josh Homme en la guitarra, Brant Bjork en la batería (estos tres primeros excompañeros en Kyuss) y Brent Malkus (alias Burnt Mattress) como segunda guitarra y vocalista. A partir de 1998, Oliveri y Homme han ido compaginando MG con QOTSA y su álbum de debut, Cocaine Rodeo, fue grabado en 1997 pero no salió editado hasta el 2000, animado por Homme. En 2003 lanza A Drug problem that Never Existed, pero ya sin Homme en la formación, sustituido por Dave Catching.
Tras su expulsión de Queens of the Stone Age en el 2004, se mantuvo de gira por Europa con artistas como Mark Lanegan (ex Screaming Trees), Brant Björk, y Winnebago Deal. Precisamente su excompañero en Kyuss, Brant Björk, abandona la banda ese mismo año, pero otro excompañero suyo, Alfredo Hernández (pero éste de QOTSA), acude al rescate para sustituirle. En 2006 lanzan Dead Planet: SonicSlowMotionTrails, grabado en los estudios de Dave Grohl, y en 2007 Dead Planet, también grabado en la misma sesión de aquel 2006 en los estudios de Grohl.

## Discografía
- Cocaine Rodeo (2000, Southern Lord)
- A Drug Problem That Never Existed (2003, Ipecac)
- III the EP (2004, Tornado)
- Use Once And Destroy Me ((DVD), 2004, Tornado)
- Dead Planet: SonicSlowMotionTrails (2006, Mother Tongue (UK/Europe) / Impedance Records (Australia)
- Dead Planet (2007, Suburban Noize)
- Live at Bronson (2021, Heavy Psych Sounds)

## Antiguos miembros

### Guitarristas
- Ben Perrier - 2005-2006
- Marc Diamond - 2004-2005
- Dave Catching - 2003-2004
- Josh Homme - 1997-2002
- Brent Malkus (a.k.a. Burnt Mattress) - 1997

### Bajistas
- Molly McGuire - 2003-2004

### Baterías
- Ernie Longoria - 2007
- Hoss Wright - 2006-07
- Ben Thomas - 2005-2006
- Josh Lamar - 2005
- Alfredo Hernández - 2004
- Brant Bjork - 1997-2004
- Rob Oswald (a.k.a. Up N. Syder) - 1997